# Radio Frankfurt (Radio Group)
Radio Frankfurt (vormals Antenne Frankfurt und Energy Rhein-Main) ist ein privater Hörfunksender, der aus den Skyline Studios auf dem Dach des City Gate Towers in Frankfurt am Main sendet. Er gehört teilweise zur Radio Group, einer inhabergeführten mittelständischen Mediengruppe. Weitere Gesellschafter sind die NEWSBOX GmbH, Frankfurt am Main, als zweitgrößter Anteilseigner, sowie die noventis-captial GmbH und gesellschaftlich relevante Gruppen.

## Geschichte
Die Medienanstalt Hessen hat die Zulassung für das Programm „Radio Frankfurt“  der Frankfurt Business Radio GmbH & Co. Betriebs KG erteilt, die bereits seit 2002 das Programm ausstrahlt.
2005 übernahm eines der größten französischen Verlagshäuser Lagadere die Mehrheit und änderte 2004 das Programm im Main FM. Mitte 2010 übernahm die Energy Gruppe die Mehrheit und strahlte das Programm Energy Rhein-Main aus. 2013 sicherte sich die Radio Group eine Mehrheitsbeteiligung an Frankfurt Business Radio GmbH & Co. Betriebs KG. Die Radio Group hatte sich mit Lokal- und Regionalradios in Hessen, Rheinland-Pfalz und dem Saarland bereits einen Namen gemacht.
In Folge der Übernahme wurde das Programm in Antenne Frankfurt umbenannt. Am 13. Mai 2013 startete das neue Programm, das Musik mit Nachrichten aus der Rhein-Main-Region kombiniert. 2015 nutzte Antenne Frankfurt als einer der ersten privaten Hörfunksender den Nachrichtendienst WhatsApp, um Verkehrsmeldungen von Hörern schneller zu erhalten.
Seit dem 30. März 2020 heißt der Sender Radio Frankfurt. Während der globalen Corona-Pandemie sendete Moderator Roger Rinker im Frühjahr 2021 zwei Wochen lang allein aus den Skyline Studios. Dadurch erreichte der Sender überregionale Aufmerksamkeit.

### Senderlogos

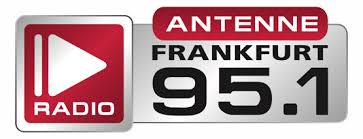
Prelaunch-Logo von Januar bis Mai 2013
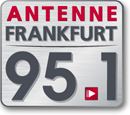
2013 bis 2016
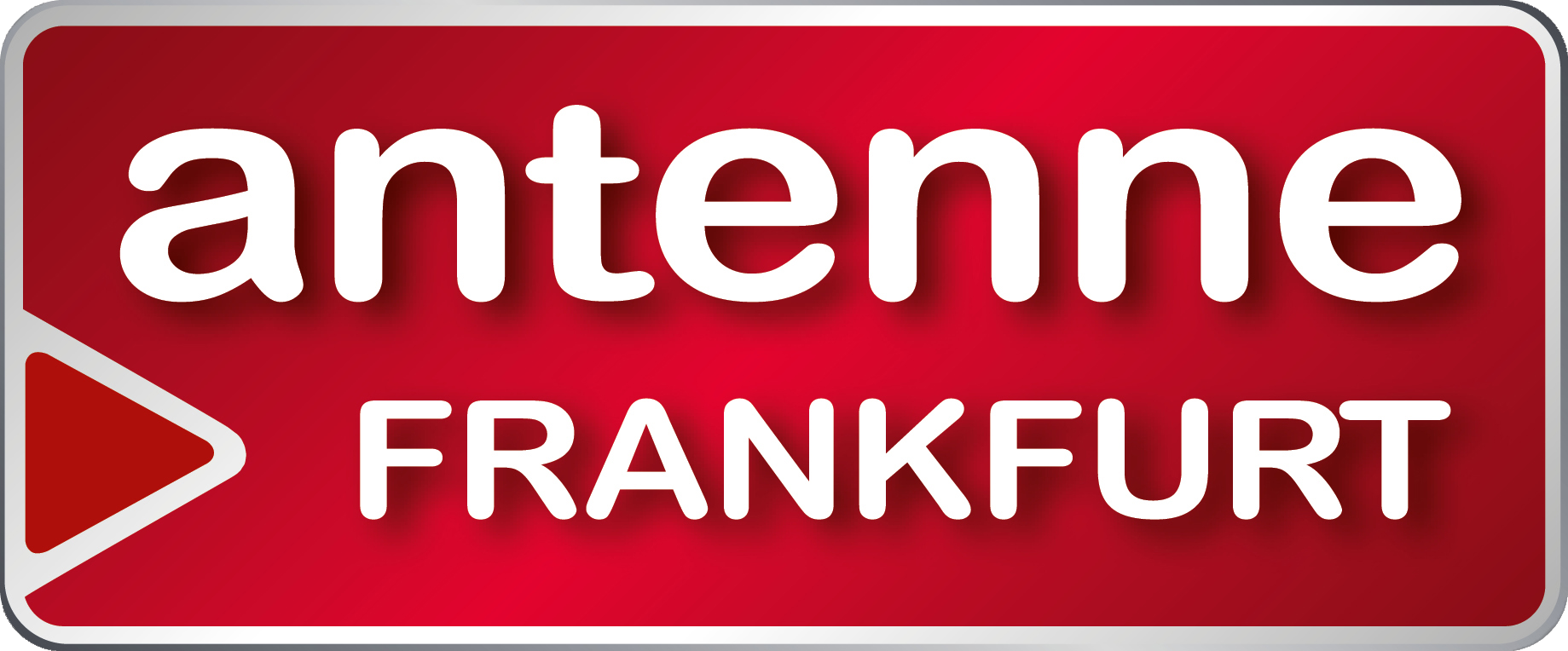
2016 bis 2020
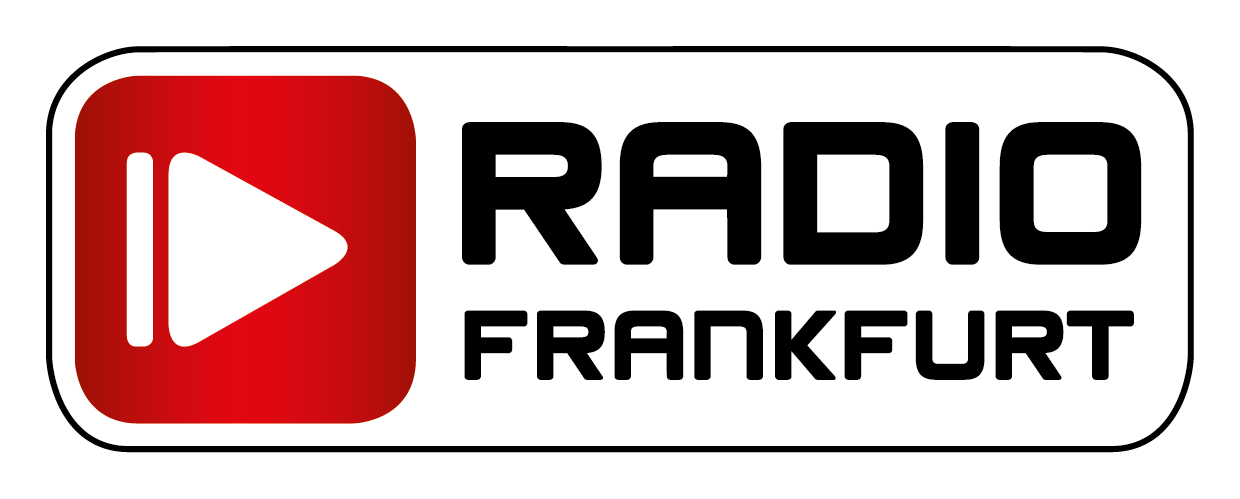
2020 bis 2023
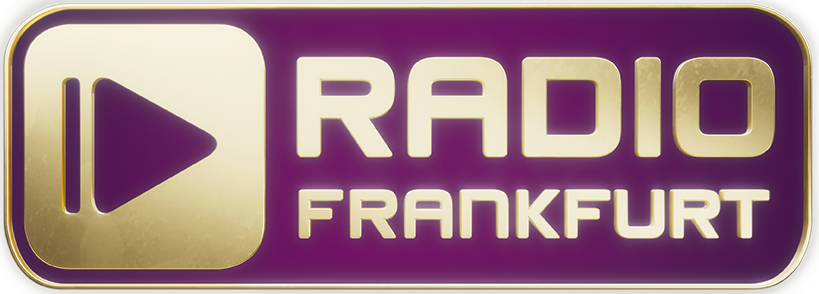
Seit 2024

## Standort
Radio Frankfurt sendet seit Mai 2019 aus den Skyline Studios im 27. Stock auf dem Dach des City Gate Towers. Diese gelten als die höchsten Sendestudios in Deutschland. Auf der Dachterrasse finden auch Konzerte statt.
Das Hörfunkprogramm wird auf der UKW-Frequenz Frankfurt 95,1 MHz sowie auf weiteren sechs UKW-Frequenzen in Bad Nauheim, Darmstadt, Gießen, Hanau, Wetzlar und Wiesbaden ausgestrahlt. Der Sender erreicht somit das gesamte Rhein-Main-Gebiet, seit 2016 auch über DAB+.

## Programm
Der Sender spricht ein urbanes Publikum an. Das Programm ist regional und lokal ausgerichtet, Zielgruppe sind die 25- bis 59-Jährigen. Zum Programm gehören unter anderem die Morgensendung Guten Morgen Frankfurt, die Abendsendung Elevator Pitch* zur Vorstellung innovativer Start-up-Unternehmen und ein einstündiges Wirtschaftsmagazin sowie die Sendung Chef On Air, in welcher wichtige Personen aus der Wirtschaft vorgestellt werden.
Zur Hauptsendezeit werden halbstündlich Meldungen aus Wirtschaft, Politik, Gesellschaft und Sport verbreitet. Am Wochenende hat Radio Frankfurt einen Fokus auf Neuigkeiten von Eintracht Frankfurt sowie den Skyliners Frankfurt und Frankfurt Universe.
Zu den Moderatoren des Senders zählen Dieter Döring, Marcel Ehmann, Anne Graul, Raoul Helmer, Sandrina Kunz, Enrico Ostendorf sowie Morgenmoderator Roger Rinker, der zusätzlich Programmchef des Senders ist.
Liveauftritte hatten beispielsweise Micaela Schäfer und Sting.

## Reichweite
Nach Angaben der Arbeitsgemeinschaft Media-Analyse wird Radio Frankfurt von 426.000 Menschen im weitesten Hörerkreis gehört. Der Sender hat seine Reichweite im Jahr 2020 verdoppelt.